# 若桜町立池田小学校
若桜町立池田小学校（わかさちょうりつ いけだしょうがっこう）は、かつて鳥取県八頭郡若桜町中原にあった公立小学校。
過疎化による児童数減少のため、2009年（平成21年）に若桜町立若桜小学校に統合され、廃校となった。

## 沿革
- 1875年（明治8年）   - 立身小学として開校
- 1892年（明治25年） - 池田尋常小学校に改称
- 1941年（昭和16年） - 池田国民学校に改称
- 1947年（昭和22年） - 池田村立池田小学校に改称
- 1949年（昭和24年） - 池田村立池田第一小学校に改称
- 1954年（昭和29年） - 若桜町立池田小学校に改称
- 2009年（平成21年） - 若桜町立若桜小学校と統合・廃止

## 歴代校長
- 1875年（明治8年） - 初代校長

## 学校周辺
- 国道29号
- 不動院岩屋堂
- 八東川